# Caerwys
Caerwys ist eine Stadt und Community in Flintshire, Wales. Sie befindet sich knapp drei Kilometer von der A55 road und weniger als zwei Kilometer von der A541 road zwischen Mold und Denbigh entfernt. Bei der Volkszählung im Jahr 2001 hatte die Community Caerwys 1.315 Einwohner, der größere Ward 2.496 Einwohner. Nach einer Gebietsänderung fiel die Zahl der Einwohner bei der Volkszählung 2011 in der Community auf 1.283 Menschen, während der Ward 2011 2.569 Einwohner hatte. Neben dem namensgebenden Hauptort Caerwys umfasst die Community auch noch die Siedlung Afonwen.

## Geschichte

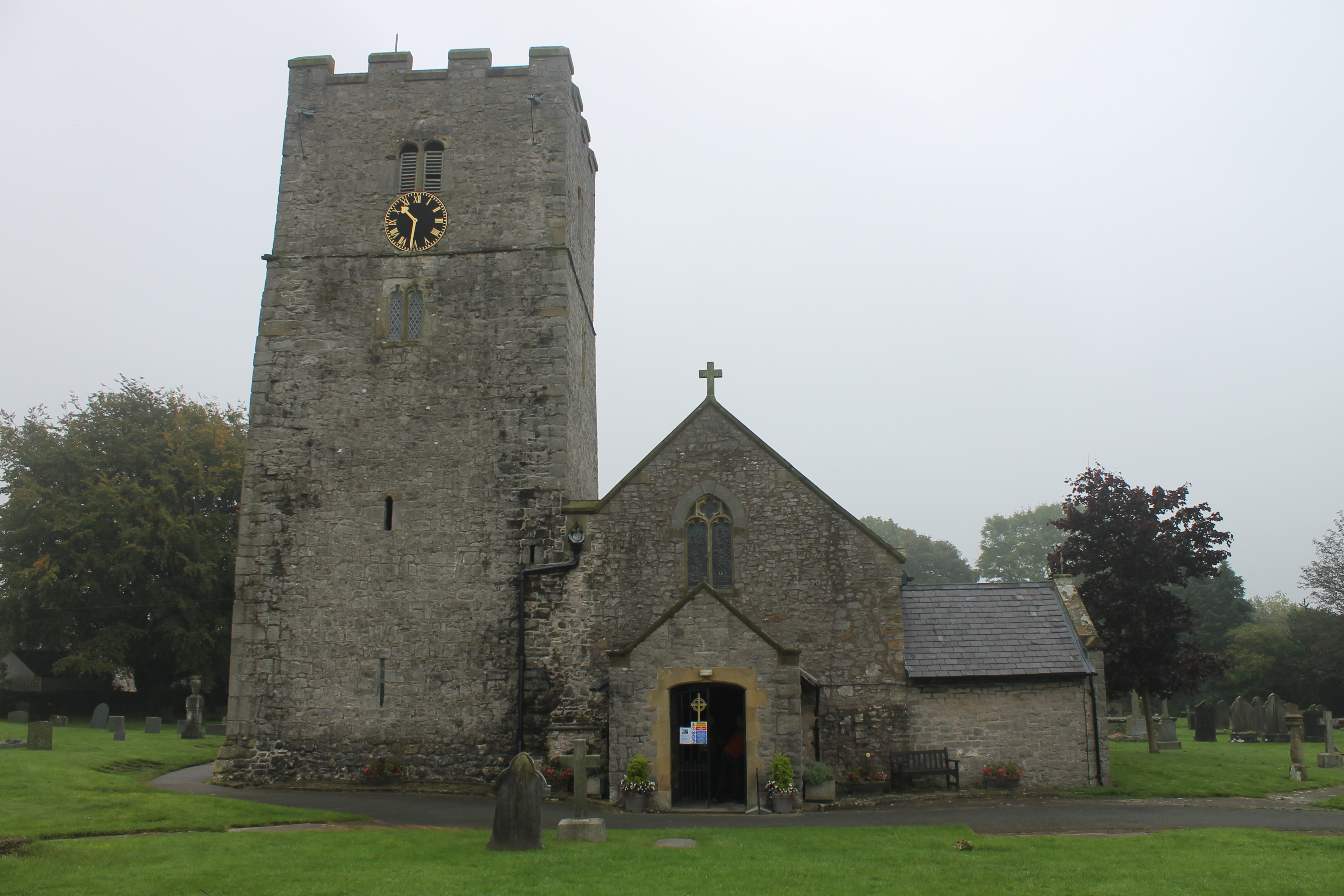
Die St Michael’s Church in Caerwys

Caerwys ist im Domesday Book („Buch des Jüngsten Tags“) als eine Minderstadt bezeichnet. Die gut erhaltene Kirche ist dem Erzengel Michael gewidmet. Sie verfügt über zwei parallele Kirchenschiffe. Der älteste Teil dieses Gebäudes ist der Steinturm, dessen Basis angeblich Teil eines römischen Aussichtsturms sein sollte. In der Kirche befindet sich eine Grabplatte, die wahrscheinlich zum Grab Elizabeth Ferrers gehören. Ferrers war die Frau des Prince of Wales, Dafydd ap Gruffudd, († 1283). Eine kurze, informative Broschüre über die Kirche wurde 1936 verfasst und 1995 aktualisiert. Die Umgebung von Caerwys gilt als ordentlicher natürlicher Schönheit und ist daher ein Natur- bzw. Landschaftsschutzgebiet.
1377 wurden die Einnahmen der Farm von Cayrouse als Teil des Fürstentums des Earls von Chester unter der Grafschaft Cheshire gelistet, da Caerwys ein Teil der hundert Aticross Unhidated war.
1568 berief Elisabeth I. eine Kommission, die die Aktivitäten von „Minnesänger, Reimen und Barden“ in Wales kontrollieren sollte. Simwnt Fychan wurde nach Caerwys herbeigerufen und zum pencerdd, also zum obersten Dichter in Wales, ernannt.
Caerwys und Philadelphia haben wichtige historische Beziehungen. Der hiesige Arzt, Thomas Wynne, fuhr 1682 zusammen mit William Penn auf dem Schiff Welcome nach Amerika. Wynne war einer der Gründer Philadelphias und wurde zum ersten Redner der Versammlung und einer der Richter der Provinz. Philadelphias ursprünglicher Straßenplan wurde anhand des Straßenmusters von Caerwys entworfen. Viele walisische Namen tauchen in der Stadt auf, und viele Gebäude in Philadelphia ähneln Gebäuden in der Region in und um Caerwys. Manche von ihnen stehen auch heute noch.
Caerwys war Gastgeber zweier der wichtigsten Eisteddfodau der Frühen Neuzeit – eins im Jahr 1523, während der Herrschaft von Heinrich VIII., bei dem Tudur Aled anwesend war, und eins im Jahr 1568, welches von Elisabeth I. genehmigt wurde.

## Sport
Die lokale Fußballmannschaft Caerwys F.C. spielt in der Clwyd Liga. In der Saison 2009/10 wurde sie Dritter. Es besteht eine Rivalität mit vielen Fußballklubs, darunter Holywell Town, Denbigh Town und Ruthin Town. Sie haben auch eine Mannschaft in der walisischen Amateurklasse „Summer League“ und rivalisieren mit Ysceifiog.

## Persönlichkeiten
- Thomas Jones of Denbigh (1756–1820), methodistischer Theologe, nahe Caerwys geboren
- Angharad Llwyd (1780–1866), Antiquitätensammlerin
- Myfanwy Talog (1944–1995), Schauspielerin